# Jónleif Johannesen
Jónleif Johannsen (født 1978 opvokset i Dalur) er en færøsk lærer, fagforeningsmand og politiker (JF). 

## Baggrund
Johannesen kommer fra bygden Dalur på øen Sandoy, han bor i Klaksvík. Han gik på gymnasiet i Hoydalar ved Tórshavn, hvorefter han tog læreruddannelse fra KDAS. Han arbejder som lærer i Skúlin á Fossánesi i Klaksvík. Han har siden 2008 siddet i bestyrelsen for Føroya Lærarafelag og været  næstformand siden 2010. Derudover er han er medlem af Folkeskolerådet.
I sin fritid danser han færøsk kædedans, hvor han ofte er "skipper" (færøsk: skipari, verbum: at skipa, hann skipar). I færøsk kædedans synges der kvad (folkeviser), som kan være på flere hundrede vers. Der bruges ikke instrumenter, men der synges, og der er en person som synger for, og så følger de andre i ringen efter og synger med. Johannesen er en kendt skipper indenfor færøsk kvadtradtion. Han har også lavet flere radioudsendelser om færøsk kædedans og om kvadtraditionen på Færøerne. Han er formand for paraplyorganisationen Slái Ring, som er moderorganisation for alle danseforeninger for færøsk kædedans på Færøerne.

## Politisk karriere
Ved valget i 2015 opstillede Johannesen til Lagtinget uden at opnå valg, men efterfølgende fik han sæde i Lagtinget som suppleant for Eyðgunn Samuelsen, efter hun udnævntes til socialminister i Aksel V. Johannesens regering.